# An End Has a Start
An End Has a Start (с англ. — «У конца есть начало») — второй студийный альбом британской группы Editors, представленный 25 июля 2007 года. Продюсером альбома выступил Джекнайф Ли; пластинка была издана на лейбле Kitchenware в Великобритании.
Альбом достиг позиции номер один в британском чарте UK Albums Chart и получил платиновую сертификацию.

## Отзывы
| Совокупная оценка | Совокупная оценка |
| Источник          | Оценка            |
| ----------------- | ----------------- |
| Metacritic        | 65/100            |
| Оценки критиков   |                   |
| Источник          | Оценка            |
| AllMusic          | [ 3 ]             |
| The A.V. Club     | B+                |
| Drowned in Sound  | 8/10              |
| The Guardian      | [ 6 ]             |
| NME               | 6/10              |
| The Observer      | [ 8 ]             |
| Pitchfork         | 4.9/10            |
| Rolling Stone     | [ 10 ]            |
| The Times         | [ 11 ]            |
| Uncut             | [ 12 ]            |

An End Has a Start получил в основном положительные отзывы, набрав на Metacritic 65 баллов на основе 24 рецензий. Drowned in Sound написали: «An End Has a Start на самом деле звучит так, как будто он был создан как десять отдельных глав долгой саги; удивительно, но в конечном итоге он работает лучше, чем его предшественник, как связный, плавный альбом», поставив оценку 8 из 10. The Guardian пишет, что «вокалист Том Смит скрашивает свою постоянную тревогу вспышками оптимизма, свой хрупкий нигилизм — липкими чувствами» (8/10). NME высказали мнение, что «An End Has a Start оказывается альбомом-куколкой — его редакторы разминают свои звуковые мышцы, пробивая первые ростки той новой формы, которую они выведут из своего мрачно-рокового кокона на третьем альбоме», поставив альбому 6 из 10. Pitchfork считает, что «жаль, что преждевременный коммерческий успех запятнал творчество Editors, потому что в An End есть и яркие моменты», поставив альбому 4,9 из 10.

## Список композиций
Все треки написаны Томом Смитом, Крисом Урбановичем, Расселом Личем и Эдвардом Лэем.
| №   | Название                             | Длительность |
| --- | ------------------------------------ | ------------ |
| 1.  | «Smokers Outside the Hospital Doors» | 4:57         |
| 2.  | «An End Has a Start»                 | 3:45         |
| 3.  | «The Weight of the World»            | 4:18         |
| 4.  | «Bones»                              | 4:06         |
| 5.  | «When Anger Shows»                   | 5:45         |
| 6.  | «The Racing Rats»                    | 4:17         |
| 7.  | «Push Your Head Towards the Air»     | 5:44         |
| 8.  | «Escape the Nest»                    | 4:43         |
| 9.  | «Spiders»                            | 4:00         |
| 10. | «Well Worn Hand»                     | 2:54         |

| №   | Название            | Длительность |
| --- | ------------------- | ------------ |
| 11. | «A Thousand Pieces» | 3:41         |

| №   | Название            | Длительность |
| --- | ------------------- | ------------ |
| 11. | «A Thousand Pieces» | 3:41         |
| 12. | «Open Up»           | 3:40         |

### B-Sides and Rarities
| №  | Название                                    | Длительность |
| -- | ------------------------------------------- | ------------ |
| 1. | «Smokers Outside the Hospital Doors» (demo) | 3:18         |
| 2. | «Banging Heads»                             | 3:42         |
| 3. | «A Thousand Pieces»                         | 3:41         |
| 4. | «The Racing Rats» (live)                    | 4:20         |
| 5. | «Open Up»                                   | 3:40         |

## Позиции в чартах
| Чарт (2007)                         | Высшая позиция |
| ----------------------------------- | -------------- |
| Австралия (ARIA)                    | 37             |
| Бельгия/Фландрия (Ultratop)         | 5              |
| Бельгия/Валлония (Ultratop)         | 45             |
| Нидерланды (Album Top 100)          | 2              |
| Финляндия (Suomen virallinen lista) | 24             |
| Германия (Offizielle Top 100)       | 24             |
| Франция (SNEP)                      | 56             |
| Ирландия (IRMA)                     | 7              |
| Италия (Classifica album)           | 47             |
| Новая Зеландия (RMNZ)               | 37             |
| Португалия (AFP)                    | 21             |
| Швейцария (Schweizer Hitparade)     | 31             |
| Великобритания (UK Albums Chart)    | 1              |
| США (Billboard 200)                 | 117            |
| США (Billboard Independent Albums)  | 14             |

## Сертификации
| Регион | Сертификация | Продажи |
| --- | ------------ | ------- |
| Бельгия (BEA) | Золотой      | 15 000* |
| Ирландия (IRMA) | Золотой      | 7500^   |
| Великобритания (BPI) | Платиновый   | 335,000 |
| США | —            | 48,000  |
| * Данные о продажах приведены только на основе сертификации. ^ Данные о тиражах приведены только на основе сертификации. |              |         |